# Духосошественская площадь (Саратов)
Духосошественская площадь (в 1937 — 1998 годах носила имя 8-го Марта) — площадь в историческом центре Саратова.

## Месторасположение
Исторические границы площади ограничивается кварталом между улицами Большая Горная, Соколовая, Рогожина и Весёлая. Общая площадь — около 16671 м². В настоящее время границы площади ограничиваются площадкой перед входом в Храм Сошествия Святого Духа.

## История
В первой половине XIX века среди застраивавшихся кварталов на склоне Соколовой горы была сформирована площадь, которую назвали Горной. 30 января 1844 года в ее центре была освящена деревянная приходская церковь. Площадь назвали Приходской. В 1855 году на месте деревянной была выстроена каменная Духосошественская церковь, а площадь стали параллельно именовать Духосошественской (официально название было закреплено в 1884 году). В 1937 году площадь получила название в честь Международного женского дня.
Постановлением администрации города Саратова N 238 от 27 апреля 1998 года „О возвращении исторического названия площади им. 8-го Марта“ площади вернули историческое название.

## Примечательные здания
- Храм Сошествия Святого Духа